# Sasuke (singolo)
Sasuke è un singolo del rapper statunitense Lil Uzi Vert pubblicato il 24 aprile 2020 tramite Atlantic Records.

## Descrizione
Il titolo della traccia fa riferimento a Sasuke, personaggio della serie animata Naruto. Questo brano è il primo singolo come artista principale dall'uscita del suo album Lil Uzi Vert vs. The World 2 che è stato pubblicato il 13 marzo 2020, ed è l'edizione deluxe del suo secondo album in studio Eternal Atake.

## Controversie
La traccia è stata oggetto di polemiche a causa della sua faida con il rapper Playboi Carti. È stato accusato di aver apparentemente insultato il collega nel brano. Poco più tardi Uzi ha negato che il dissing fosse rivolto Carti.

## Tracce
1. Sasuke – 4:11

## Classifiche
| Classifica (2020) | Posizione massima |
| ----------------- | ----------------- |
| Canada            | 79                |
| Stati Uniti       | 65                |